# Xestia metagrapha
Xestia metagrapha är en fjärilsart som beskrevs av Charles Boursin 1963. Xestia metagrapha ingår i släktet Xestia och familjen nattflyn. Inga underarter finns listade i Catalogue of Life.